# Schluchsee
Schluchsee är en kommun och ort i Landkreis Breisgau-Hochschwarzwald i regionen Südlicher Oberrhein i Regierungsbezirk Freiburg i förbundslandet Baden-Württemberg i Tyskland.  Schluchsee, som för första gången nämns i ett dokument från år 1076, har cirka 2 500 invånare.
Kommunen ingår i kommunalförbundet Schluchsee tillsammans med  kommunen Feldberg.
Schluchsee har fem Ortsteile: Schluchsee, Blasiwald, Faulenfürst, Fischbach och Schönenbach, de fyra sista tidigare kommuner som uppgick i Schluchsee mellan 1971 och 1974.